# Autostrada R7
L'autostrada R7 (così anche in albanese) è un'autostrada del Kosovo.

## Percorso

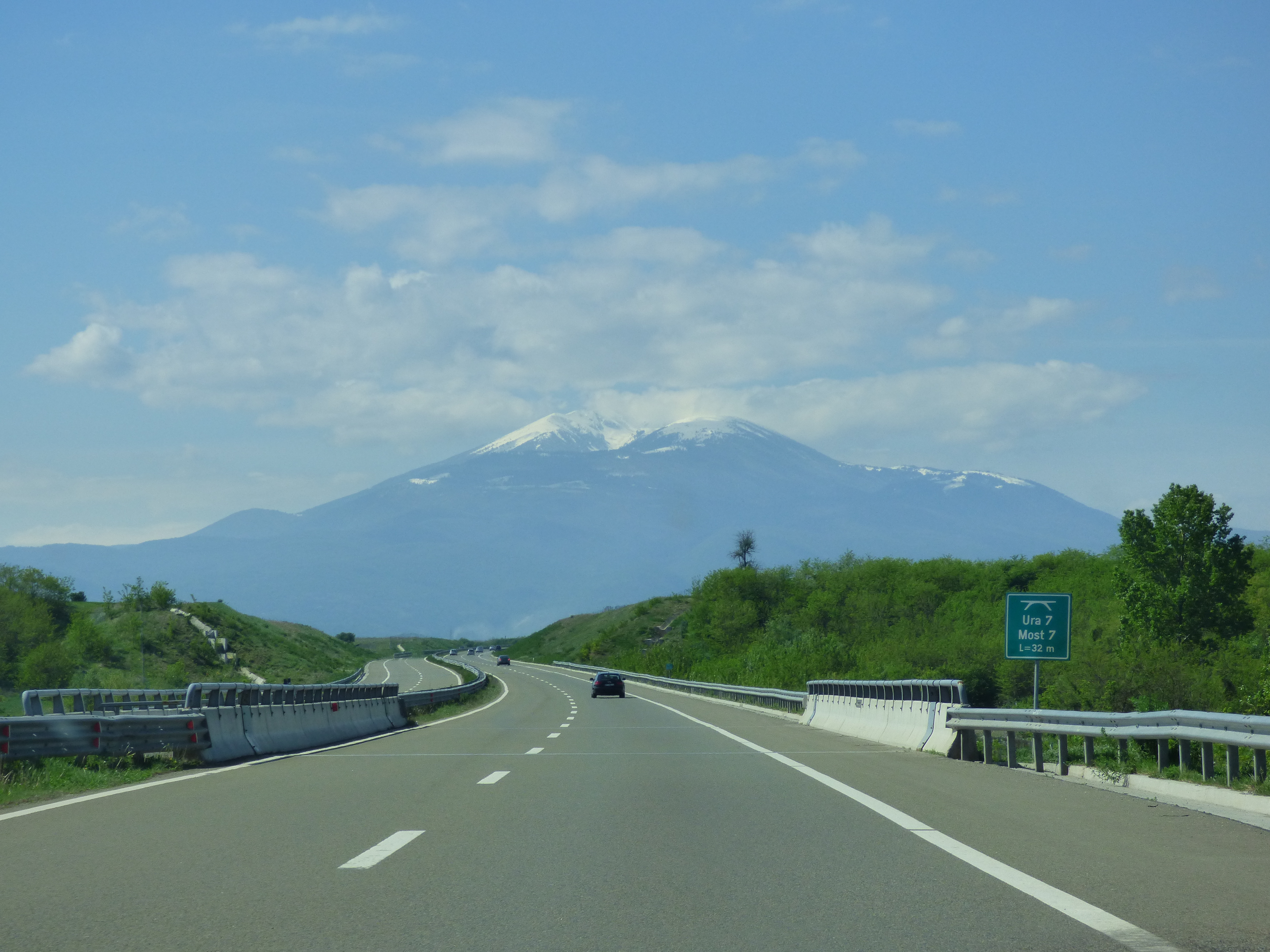
L'autostrada nei pressi di Malishevë

L'autostrada R7 unisce la capitale Pristina al confine albanese presso Vërmica, oltre il quale prosegue come A1. Corre parallelamente alla strada maestra M-25.